# Chartrier-Ferrière
Pour les articles homonymes, voir Chartrier et Ferrière.
Chartrier-Ferrière est une commune française située dans le département de la Corrèze en région Nouvelle-Aquitaine.

## Géographie
Les différents hameaux de la commune sont :
- le bourg de Chartrier, avec la mairie, l'école et l'église
- les Ages
- le Battut
- les Borderies
- Chaussou
- Coudonnet
- Ferrière, où se trouve la seconde église de la commune
- la Magaudie
- le Maillet
- le Mas del Bos (ou Madelbos)
- le Mazajoux

Le relief calcaire explique la désignation de Causse corrézien.

### Communes limitrophes
Chartrier-Ferrière est limitrophe de six autres communes, dont deux dans le département de la Dordogne.
| Saint-Cernin-de-Larche (Dordogne), Les Coteaux Périgourdins (Dordogne) |                    | Chasteaux |
|                                                                        | Chartrier-Ferrière | Nespouls  |
| Nadaillac (Dordogne)                                                   |                    | Estivals  |

### Climat
Pour des articles plus généraux, voir Climat de la Nouvelle-Aquitaine et Climat de la Corrèze.
Historiquement, la commune est exposée à un climat océanique aquitain.  
En 2020, Météo-France publie une typologie des climats de la France métropolitaine dans laquelle la commune est exposée à un climat océanique altéré et est dans la région climatique  Ouest et nord-ouest du Massif Central, caractérisée par une pluviométrie annuelle de 900 à 1 500 mm, maximale en automne et en hiver.
Pour la période 1971-2000, la température annuelle moyenne est de 12,1 °C, avec  une amplitude thermique annuelle de 15,3 °C. Le cumul annuel moyen de précipitations est de 987 mm, avec 12,3 jours de précipitations en janvier et 7,3 jours en juillet. Pour la période 1991-2020, la température moyenne annuelle observée sur la station météorologique la plus proche, située sur la commune de Nespouls à 5 km à vol d'oiseau, est de 12,6 °C et le cumul annuel moyen de précipitations est de 836,4 mm,. Pour l'avenir, les paramètres climatiques de la commune estimés pour 2050 selon différents scénarios d’émission de gaz à effet de serre sont consultables sur un site dédié publié par Météo-France en novembre 2022.

## Urbanisme

### Typologie
Au 1er janvier 2024, Chartrier-Ferrière est catégorisée commune rurale à habitat très dispersé, selon la nouvelle grille communale de densité à 7 niveaux définie par l'Insee en 2022.
Elle est située hors unité urbaine. Par ailleurs la commune fait partie de l'aire d'attraction de Brive-la-Gaillarde, dont elle est une commune de la couronne,. Cette aire, qui regroupe 80 communes, est catégorisée dans les aires de 50 000 à moins de 200 000 habitants,.

### Occupation des sols
L'occupation des sols de la commune, telle qu'elle ressort de la base de données européenne d’occupation biophysique des sols Corine Land Cover (CLC), est marquée par l'importance des forêts et milieux semi-naturels (60,6 % en 2018), une proportion sensiblement équivalente à celle de 1990 (61,3 %). La répartition détaillée en 2018 est la suivante : 
forêts (60,6 %), zones agricoles hétérogènes (27,5 %), prairies (11,9 %).
L'évolution de l’occupation des sols de la commune et de ses infrastructures peut être observée sur les différentes représentations cartographiques du territoire : la carte de Cassini (XVIIIe siècle), la carte d'état-major (1820-1866) et les cartes ou photos aériennes de l'IGN pour la période actuelle (1950 à aujourd'hui).

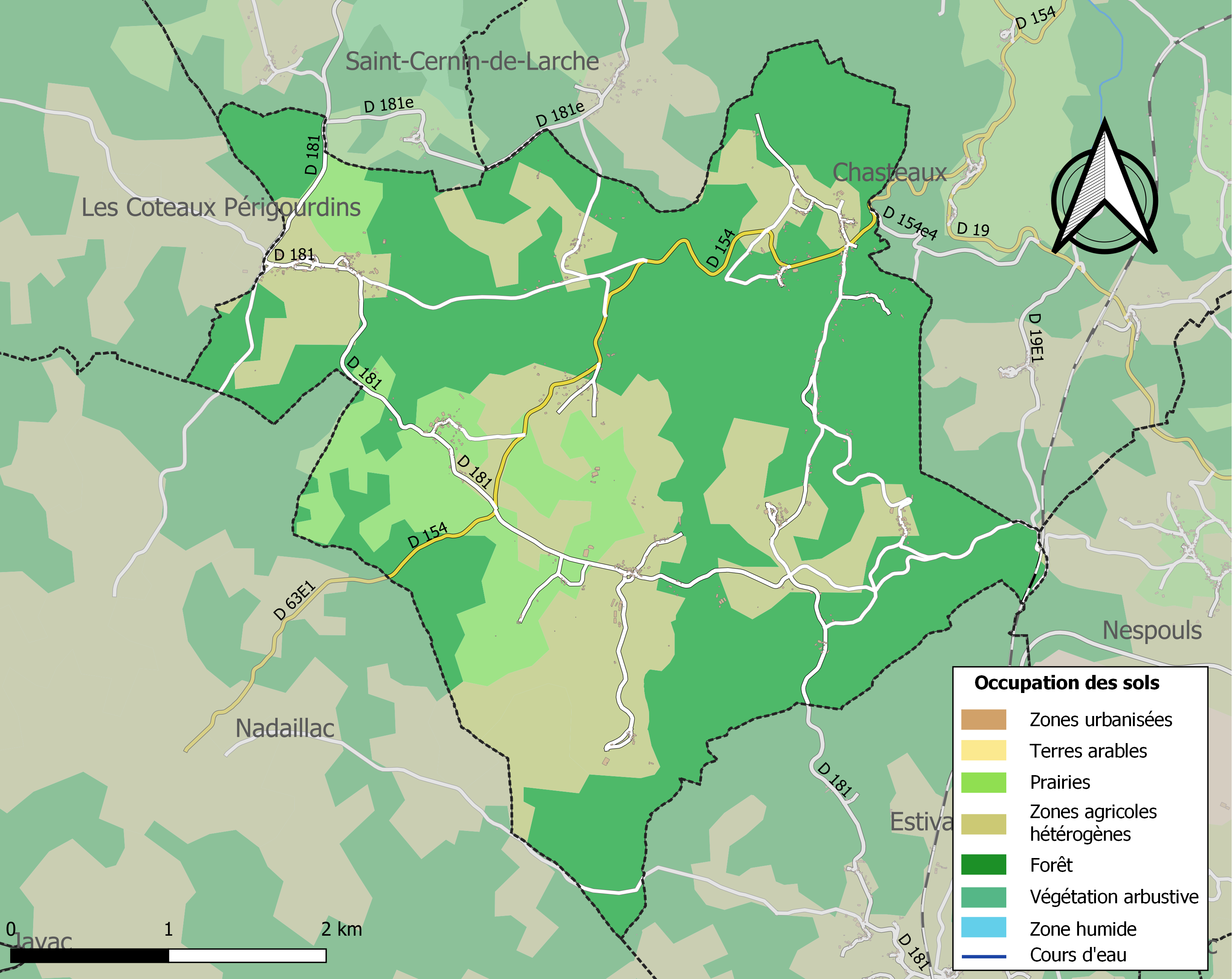
Carte des infrastructures et de l'occupation des sols de la commune en 2018 (CLC).

### Risques majeurs
Le territoire de la commune de Chartrier-Ferrière est vulnérable à différents aléas naturels : météorologiques (tempête, orage, neige, grand froid, canicule ou sécheresse), feux de forêts, mouvements de terrains et séisme (sismicité très faible). Il est également exposé à un risque technologique,  le transport de matières dangereuses, et à un risque particulier : le risque de radon. Un site publié par le BRGM permet d'évaluer simplement et rapidement les risques d'un bien localisé soit par son adresse soit par le numéro de sa parcelle.

#### Risques naturels

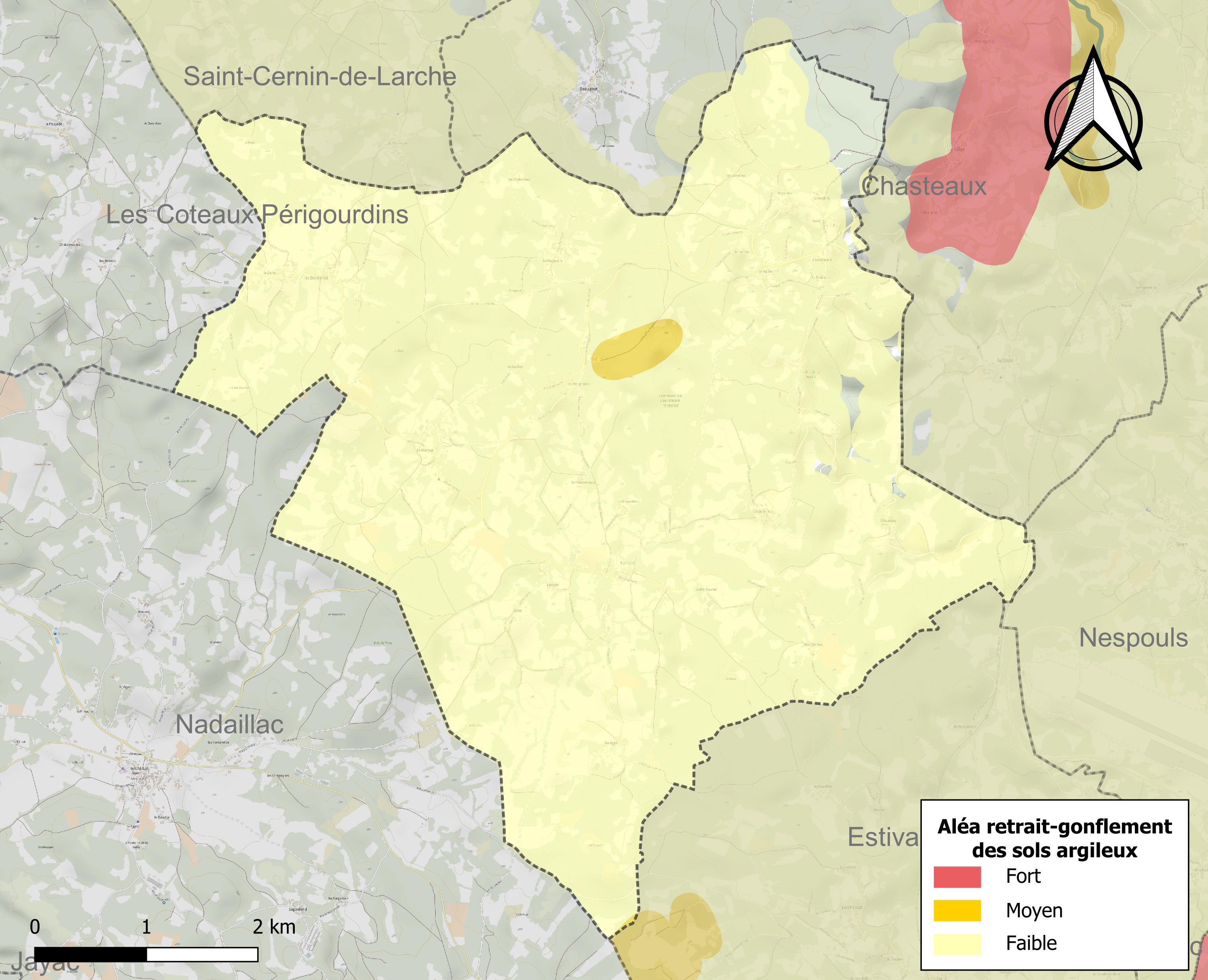
Carte des zones d'aléa retrait-gonflement des sols argileux de Chartrier-Ferrière.

La commune est vulnérable au risque de mouvements de terrains constitué principalement du retrait-gonflement des sols argileux. Cet aléa est susceptible d'engendrer des dommages importants aux bâtiments en cas d’alternance de périodes de sécheresse et de pluie. 1 % de la superficie communale est en aléa moyen ou fort (26,8 % au niveau départemental et 48,5 % au niveau national). Sur les 226 bâtiments dénombrés sur la commune en 2019, un est en aléa moyen ou fort, soit 0 %, à comparer aux 36 % au niveau départemental et 54 % au niveau national. Une cartographie de l'exposition du territoire national au retrait gonflement des sols argileux est disponible sur le site du BRGM,.
Concernant les feux de forêt, aucun plan de prévention des risques incendie de forêt (PPRIF) n’a été établi en Corrèze, néanmoins le code de l’urbanisme impose la prise en compte des risques dans les documents d’urbanisme. Le périmètre des servitudes d'utilité publique et des zones d'obligation légale de débroussaillement pour les particuliers est quant à lui défini pour la commune dans une carte dédiée. 

#### Risques technologiques
Le risque de transport de matières dangereuses sur la commune est lié à sa traversée par une infrastructure ferroviaire. Un accident se produisant sur une telle infrastructure est susceptible d’avoir des effets graves sur les biens, les personnes ou l'environnement, selon la nature du matériau transporté. Des dispositions d’urbanisme peuvent être préconisées en conséquence. 

#### Risque particulier
Dans plusieurs parties du territoire national, le radon, accumulé dans certains logements ou autres locaux, peut constituer une source significative d’exposition de la population aux rayonnements ionisants. Certaines communes du département sont concernées par le risque radon à un niveau plus ou moins élevé. Selon la classification de 2018, la commune de Chartrier-Ferrière est classée en zone 2, à savoir zone à potentiel radon faible mais sur lesquelles des facteurs géologiques particuliers peuvent faciliter le transfert du radon vers les bâtiments. 

## Toponymie
Pour Chartrier, la forme la plus ancienne est Cartarium, du nom d'un homme gallo-romain, Carius avec adjonction du suffixe -arium. Pour Ferrière, l'origine se trouve dans ferraria, du latin ferrum auquel a été accolé le suffixe -aria. Ce toponyme désigne généralement une ancienne forge.
Le nom en occitan est Chatrier Ferriera.

## Politique et administration

### Liste des maires
| Période                                  | Période  | Identité              | Étiquette | Qualité       |
| ---------------------------------------- | -------- | --------------------- | --------- | ------------- |
| Les données manquantes sont à compléter. |          |                       |           |               |
|                                          |          |                       |           |               |
| 1819                                     | 1841     | Pierre Sourzat        |           |               |
|                                          |          |                       |           |               |
| 1896                                     | 1902     | Jean Baptiste Sourzat |           |               |
|                                          |          |                       |           |               |
| 1965                                     | 2001     | Roger Delpy           |           |               |
| mars 2001                                | 2006     | Raoul Mas             |           |               |
| 2006                                     | 2008     | Georges Saulle        |           |               |
| mars 2008 (réélu en mai 2020)            | En cours | Guy Roques            | PS        | Fonctionnaire |

## Population et société

### Démographie
L'évolution du nombre d'habitants est connue à travers les recensements de la population effectués dans la commune depuis 1793. Pour les communes de moins de 10 000 habitants, une enquête de recensement portant sur toute la population est réalisée tous les cinq ans, les populations de référence des années intermédiaires étant quant à elles estimées par interpolation ou extrapolation. Pour la commune, le premier recensement exhaustif entrant dans le cadre du nouveau dispositif a été réalisé en 2005.

En 2022, la commune comptait 377 habitants, en évolution de +2,72 % par rapport à 2016 (Corrèze : −0,59 %, France hors Mayotte : +2,11 %).
| 1793 | 1800 | 1806 | 1821 | 1831 | 1836 | 1841 | 1846 | 1851 |
| ---- | ---- | ---- | ---- | ---- | ---- | ---- | ---- | ---- |
| 463  | 496  | 507  | 507  | 570  | 524  | 516  | 725  | 717  |

| 1856 | 1861 | 1866 | 1872 | 1876 | 1881 | 1886 | 1891 | 1896 |
| ---- | ---- | ---- | ---- | ---- | ---- | ---- | ---- | ---- |
| 715  | 706  | 683  | 660  | 691  | 686  | 693  | 673  | 608  |

| 1901 | 1906 | 1911 | 1921 | 1926 | 1931 | 1936 | 1946 | 1954 |
| ---- | ---- | ---- | ---- | ---- | ---- | ---- | ---- | ---- |
| 580  | 545  | 556  | 423  | 382  | 333  | 361  | 288  | 244  |

| 1962 | 1968 | 1975 | 1982 | 1990 | 1999 | 2005 | 2006 | 2010 |
| ---- | ---- | ---- | ---- | ---- | ---- | ---- | ---- | ---- |
| 237  | 223  | 224  | 265  | 272  | 275  | 325  | 329  | 340  |

| 2015 | 2020 | 2022 | - | - | - | - | - | - |
| ---- | ---- | ---- | - | - | - | - | - | - |
| 366  | 361  | 377  | - | - | - | - | - | - |

### Enseignement
Chartrier-Ferrière dépend de l'académie de Limoges. Les élèves de la commune commencent leur scolarité à l'école maternelle, puis à l'école primaire de Chartrier-Ferrière. Cette dernière accueille 42 enfants.

### Manifestations culturelles et festivités
- Fête nationale de la truffe tous les ans et internationale tous les trois ans.

## Économie
- Marché d'agriculteurs et d'artisans alimentaires tous les mercredis de juillet et août de 17 h à 20 h.

## Culture locale et patrimoine

### Lieux et monuments
- Antependium à l'église de Ferrière : cuir (support, en plusieurs lés). Sur chaque carreau, un demi-bouquet de fleurs est entouré d'un demi-cartouche rocaille sur lequel est perché un perroquet au plumage multicolore. Ce décor se déploie entièrement sur les deux carreaux accolés en miroir au centre de l'antependium. Œuvre restaurée, par l'atelier Artop (Héry), 2010.
- Truffière expérimentale située non loin du Battut, possibilité de visite.
- La grande muraille : à proximité du village se trouve une construction particulière, un énorme mur de pierre, aux dimensions conséquentes (long 100 m, hauteur 3 m, épaisseur 4 m). La construction de ce mur réalisée par un sacristain, est relatée dans le roman de Claude Michelet, sous le titre « La grande muraille ».
- Église Saints-Côme-et-Damien de Ferrière.
- Église Saint-Loup de Chartrier.

### Héraldique
| Blason de Chartrier-Ferrière | Blason  | Parti : au 1er mi-parti d'argent à l'aigle de gueules becquée, languée et membrée d'azur, au 2e coticé d'or et de gueules de douze pièces. |
| Blason de Chartrier-Ferrière | Détails | Armes des Boucicaut et des Turenne. Blason voté le 20 juin 1982.                                                                           |